# 여수MBC 정오의 희망곡
정오의 희망곡 구지은입니다는 여수MBC FM4U(FM 98.3MHz)에서 1985년 8월 27일부터 2019년 3월 31일까지 34년간 매일 낮 12시부터 오후 2시까지 2시간 동안 방송된 전남 동부 지역의 대중가요 전문 라디오 프로그램이다.

## 코너 소개
정오의 희망곡 구지은입니다는 매일, 요일별로 다양한 코너로 구성되었다.

### 매일
- <사연과 신청곡/퀴즈in 뉴스 (퀴즈)>

보배가수
입이귀에걸렸네.   소리도에계시는 어머님의 딸의 노래듣고싶다고합니다 좀가끔틀어주세요

### 월요일
- 추억의 차트

### 화요일
- 신곡레시.     입이귀에걸렸네. 가수보배

좀부탁합니다. 저도 고향이소리도입니다
엄마가 저노래듣고싶어서신처합니다

### 수요일
- 글씨쓰는 희민이의 문제야

### 목요일
- 영화톡톡 팝콘팡팡

### 금요일
- 제임스의 주관적인 팝송

### 토요일
- 1,2부-정희부활전 3,4부-주말에 만나는 명곡

### 일요일
- 1,2부-기발한 노래소개 3,4부-소울메이트

## 같이 보기
- 여수문화방송
- MBC FM4U
- 정오의 희망곡 김신영입니다

| 여수MBC FM4U        |                            |                           |
| 이전                | 정오의 희망곡 구지은입니다 | 다음                      |
| 이루마의 골든디스크 | 정오의 희망곡 구지은입니다 | 2시의 데이트 지석진입니다 |
| 오전 11시 ~ 낮 12시 | 낮 12시 ~ 오후 2시         | 오후 2시 ~ 오후 4시       |
| 일부지역 자체방송   | 전남 동부 지역 방송        | 전국방송                  |